# Siragra albomarginata
Siragra albomarginata är en stekelart som först beskrevs av Smith 1858.  Siragra albomarginata ingår i släktet Siragra och familjen bracksteklar. Inga underarter finns listade i Catalogue of Life.